# Шубин, Владимир Иванович
Влади́мир Ива́нович Шу́бин (1925—2020) — советский и российский учёный в области лесовосстановления и лесной микологии, профессор, доктор биологических наук, заслуженный деятель науки Российской Федерации, заслуженный лесовод Карельской АССР.

## Биография
Летом 1941 и 1942 годах работал на лесных озёрах в рыболовецкой артели от железнодорожной столовой. В январе 1943 года из десятого класса школы он был призван в армию. После окончания пулеметного училища 18-летний лейтенант, командир пулеметного взвода участвовал в боях на Ленинградском и 2-м Белорусском фронтах, войну закончил в Германии.
Демобилизовавшись из армии в 1946 году, Владимир Иванович поступает на лесохозяйственный факультет Архангельского лесотехнического института, после окончания которого в 1951—1954 годах обучается в аспирантуре при Карело-Финском филиале АН СССР. В 1956 году молодой ученый защитил кандидатскую диссертацию на тему «Влияние различных способов обработки почвы на микофлору и лесовосстановление».
С 1954 года начинается творческий путь Владимира Ивановича как ученого-исследователя лесов Карелии: младший научный сотрудник (1954—1958) Отдела леса (с 1957 года — Институт леса) Карело-Финского филиала АН СССР, ученый секретарь Института леса Карельского филиала АН СССР (1958—1960), и. о. директора института (1962—1963), старший научный сотрудник (1963—1965), более 20 лет (1966—1988) возглавлял лабораторию лесовосстановления и защиты леса Института леса КФ АН СССР.
Владимир Иванович вышел на пенсию только в 2019 году, работая до последнего времени главным научным сотрудником лаборатории динамики и продуктивности таёжных лесов Института леса Карельского научного центра РАН.
В 1964 году ему было присвоено ученое звание старшего научного сотрудника, в 2003 году — профессора.

## Вклад в науку

### Лесовосстановление
С 1957 года возглавил исследования по лесовосстановлению на вырубках Карелии, начатые в 1951 году под руководством известного лесовода Н. Е. Декатова. Основное направление этих исследований — научное обоснование и разработка агротехники и технологии искусственного лесовосстановления. Для решения актуальных задач по успешному восстановлению вырубаемых лесов творческим коллективом исследователей, возглавляемым В. И. Шубиным, обследованы лесные культуры на многих гектарах вырубок и заложено множество опытных участков в лесхозах Карелии и Мурманской области.
Основные итоги этих исследований обобщены в многочисленных книгах, сборниках и брошюрах, служивших настольными пособиями для нескольких поколений исследователей и практических работников лесного хозяйства: «Посев леса на вырубках» (1961, в соавт.), «Выращивание сеянцев в лесных питомниках» (1962, в соавт.), «Посадка леса на вырубках» (1964, в соавт.), «Искусственное восстановление леса на вырубках Европейского Севера» (1969, в соавт.), «Экономика искусственного восстановления лесов Европейского Севера» (1973, в соавт.), «Лесовосстановление в Карельской АССР и Мурманской области» (1975) и другие.
К важным прикладным разработкам этого направления относится составление с его участием Руководства по лесовосстановлению в Гослесфонде Республики Карелия (1969, 1984, 1995), которое являлось основным нормативным документом регионального значения по восстановлению вырубаемых лесов республики, и ряда других практических рекомендаций.

### Лесная микология
Одновременно с начала 50-х годов большое внимание уделял изучению микоризы — сожительства (симбиоза) грибов и корней древесных растений, экологии микоризных шляпочных грибов (значительная часть из которых относится к съедобным), их связей с древесными породами и вопросам использования преимуществ микосимбиотрофии при создании искусственных насаждений. Интерес к микоризе появился ещё в студенческие годы при сборе материалов для дипломного проекта под руководством доцента Ю. В. Адо. Тема дипломного проекта — «Изучение микоризы и микоризообразователей в учебно-опытном лесхозе АЛТИ».
В. И. Шубин был известным в нашей стране и за рубежом специалистом в области микосимбиотрофии древесных растений. Результатом плодотворного многолетнего труда явились защита им докторской диссертации на тему «Макромицеты-симбиотрофы лесных фитоценозов таёжной зоны Европейской части СССР», а также более 260 научных публикаций, в том числе более 30 монографий, брошюр, руководств, наставлений, рекомендаций. Среди них монографии: «Грибы Карелии и Мурманской области» (1979, в соавт.), «Микотрофность древесных пород и её значение при разведении леса в таёжной зоне» (1973), «Микоризные грибы Северо-Запада Европейской части СССР» (1988), «Макромицеты лесных фитоценозов таёжной зоны и их использование» (1990) и другие.
Жителям Карелии широко известна книга В. И. Шубина «Грибы северных лесов», выдержавшая пять изданий. В 1985 и 1995 годах он участвовал в подготовке Красной книги Карелии, а в 2007 году — Красной книги Республики Карелия.

## Награды и премии
- Государственная научная стипендия РАН для выдающихся ученых
- Почетное звание «Заслуженный лесовод Карельской АССР» (1974)
- Почетное звание «Заслуженный деятель науки Российской Федерации» (1996)
- Орден Отечественной войны II степени (1985)
- медали «За отвагу», «За взятие Кенигсберга», «За победу над Германией»
- три медали ВДНХ СССР